# 吉諾·瓦萊
吉諾·瓦萊（義大利語：Gino Valle，1923年12月7日—2003年9月30日）是一位意大利建築師和設計師。

## 生平

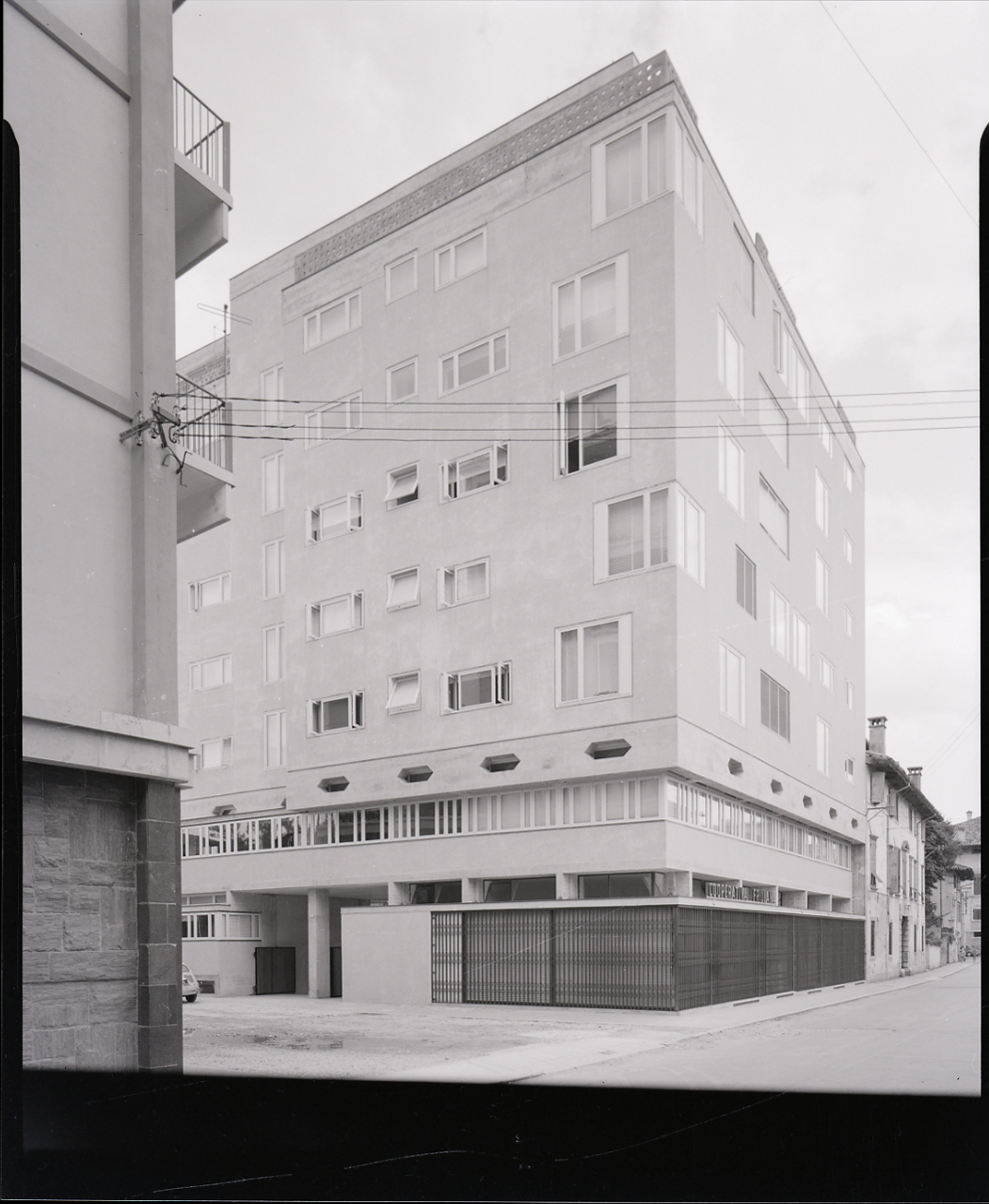
馬里諾尼公寓 (Condominio Marinoni)，位於烏迪內馬里諾尼街17-21號 (1958-60年；與菲爾米諾·托索 (Firmino Toso) 合作)。 保羅·蒙蒂 (Paolo Monti) 攝於1960年

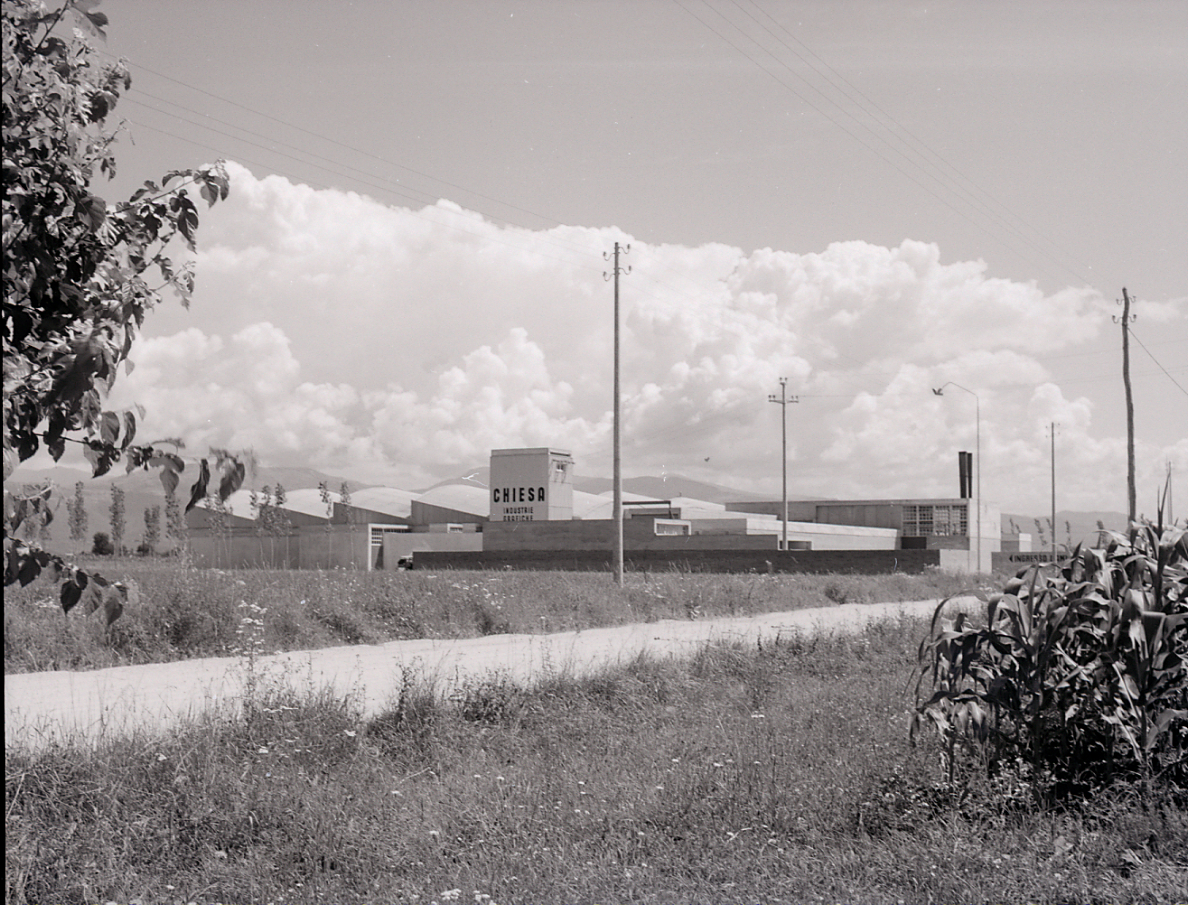
位於烏迪內莫林諾沃 (Molin Nuovo) 地區的基耶薩印刷廠 (Stabilimento arti grafiche Chiesa) (1959年)。保羅·蒙蒂攝於1960年

吉諾是著名烏迪內建築師普羅維諾·瓦萊 (Provino Valle) 的兒子，也是著名設計師馬西μο·維涅利 (Massimo Vignelli) 的妻子萊拉·維涅利 (Lella Vignelli) 的兄弟。他最初的藝術經歷並非建築實踐，而是繪畫：1943年，他的兩件作品入選了貝加莫獎 (premio di Bergamo)。
在第二次世界大戰期間，他被俘虜並關押在德國的一個分流營。囚禁期間，他在一家生產履帶的工廠工作。他曾就讀於威尼斯建築大學學院 (IUAV)，並於1948年畢業。
同年，他在父親普羅維諾·瓦萊位於烏迪內的工作室開始了職業生涯。隨後，吉諾的妹妹納尼·瓦萊 (Nani Valle) 也加入了工作室。他獲得了多項國外獎學金，包括1951年哈佛大學設計研究生院 (Harvard Graduate School of Design) 的傅爾布萊特 (Fullbright) 獎學金。
他的首次教學經歷是在國際現代建築協會 (CIAM) 的國際學校，從1952年到1954年在此任教。從1954年到2001年，他是威尼斯建築大學學院的教授，多年來擔任應用幾何學、構成元素和構成學IV課程的講座教授。
在他漫長的職業生涯中，他曾與扎努西 (Zanussi) 合作，為其設計了平板雪櫃；也曾與索拉里 (Solari) 合作，為其設計了數字翻頁時鐘和日期顯示器（憑藉 Cifra 5 榮獲1956年金圓規獎），以及為機場和車站設計的資訊顯示系統，該系統在1962年也獲得了同一獎項。
Cifra 3 是一款數字翻頁時鐘，其機械結構與 Cifra 5 類似，採用帶有翻頁片的滾輪機制，是二十世紀標誌性的家居用品之一，亦在紐約現代藝術博物館 (Museum of Modern Art) 展出。
他去世後，其工作室的業務由瓦萊建築師聯合工作室 (Studio Valle Architetti Associati) 繼續經營，該工作室在烏迪內和米蘭設有辦事處，由他的妻子皮耶拉·里奇·梅尼凱蒂 (Piera Ricci Menichetti) 和兒子皮耶特羅·瓦萊 (Pietro Valle) 領導。

## 榮譽
- 1956年 金圓規獎，獲獎作品為與納尼·瓦萊 (Nani Valle)、約翰·邁耶 (John Myer) 和米凱萊·普羅文恰利 (Michele Provinciali) 共同設計的 Cifra 5 時鐘，由索拉里公司 (Solari & C S.p.a.) 生產。
- 1962年 金圓規獎，獲獎作品為字母數字資訊顯示系統，由索拉里公司生產。
- 1975年 聖盧卡國家院士 (Accademico nazionale di S. Luca)
- 1988年 意大利國家林琴科學院 (Accademia dei Lincei) 頒發的安東尼奧·費爾特里內利建築獎 (Premio Antonio Feltrinelli)[2]
- 1995年 金圓規獎終身成就獎
- 2002年 文化藝術教育功勳銀質獎章 (Medaglia d'Argento ai Benemeriti della Scuola della cultura e dell'arte)

## 作品

### 建築

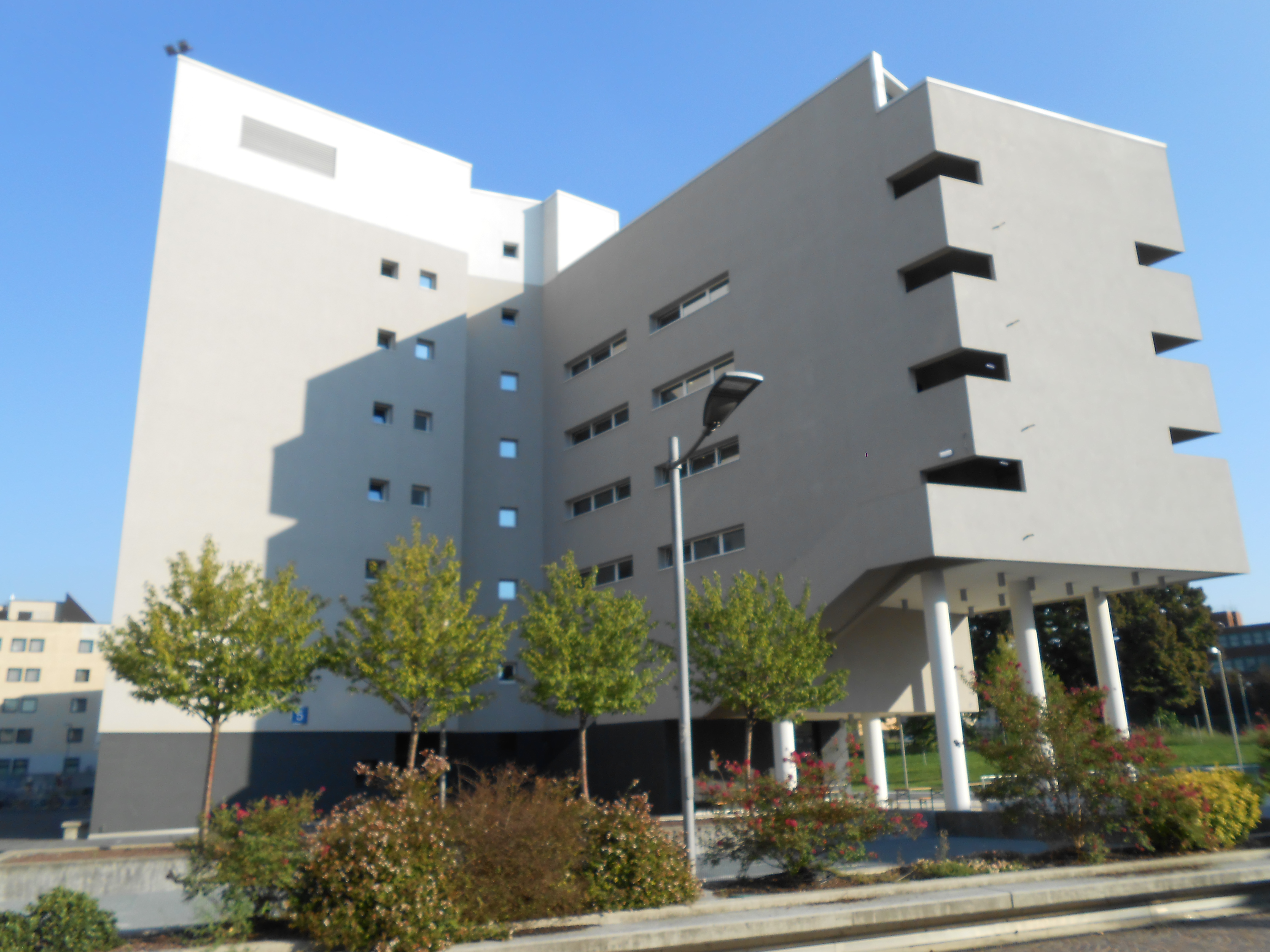
學生城 (Cittadella dello studente)，帕多瓦

- 1951年 烏迪內 格蒂住宅 (Casa Ghetti)
- 1953年 帕西安迪普拉托 (烏迪內省) 米戈托住宅 (Casa Migotto)
  - 烏迪內儲蓄銀行 (Cassa di Risparmio di Udine)
  - 蘇特里奧 夸利亞住宅 (Casa Quaglia)
  - 1954年 拉蒂薩納儲蓄銀行總部
  - 1955年 波爾托格魯阿羅市立醫院
- 1956年 烏迪內 貝利尼住宅 (Casa Bellini)
- 特雷波卡尼科市政廳
- 1957年 蘇特里奧學校
- 1958年- 1960年：烏迪內馬里諾尼街公寓 (Condominio in via Marinoni) (與菲爾米諾·托索 (Firmino Toso) 合作)[1]
- 1959年 莫林諾沃 基耶薩印刷廠 (Stabilimento arti grafiche Chiesa)
- 1959年 烏迪內抵抗運動紀念碑 (Monumento alla resistenza)
  - 波爾恰 (波代諾內省) 扎努西 (Zanussi) 辦公室
- 1961年 波代諾內 斯卡拉陶瓷廠 (Fabbrica ceramiche Scala)
- 1962年 阿爾塔泰爾梅溫泉浴場 (Terme di Arta Terme)
  - 塔瓦尼亞科 西爾佩預製件工廠 (Stabilimento prefabbricati Sirpe)
  - 1963年 雷克斯工業 (Industrie Rex)、扎努西 (Zanussi) 標準分公司
  - 烏迪內 雷納托·羅馬內利住宅 (Casa Renato Romanelli)
  - 烏迪內 基耶薩住宅擴建與翻新 (Ampliamento e ristrutturazione casa Chiesa)
  - 烏迪內 梅爾卡托韋基奧街商業建築 (Edificio commerciale in via Mercatovecchio)
  - 1965年 烏迪內 曼扎諾住宅 (Casa Manzano)
- 1967年 里薩諾 皮金農場 (Azienda agricola Pighin)
  - 烏迪內 《弗留利信使報》(Messaggero Veneto) 總部
- 1970年 烏迪內 INA 商業及住宅樓
- 1971年 波代諾內 扎努西 (Zanussi) 電子會計中心
- 1972年 波代諾內 加爾瓦尼管理中心 (Centro direzionale Galvani)
- 1973年 奧索波 (烏迪內省) 凡托尼家具公司 (Fantoni Arredamenti) 辦公室及工廠
  - 豐塔納夫雷達市政廳
- 1974年 瓦爾達迪傑 (Valdadige) 預製學校系統
- 1975年 蘇特里奧市政廳
  - 阿爾塔泰爾梅 庫爾薩爾 (Kursaal)
- 1976年 烏迪內 IACP 100套住房項目
- 1977年 波代諾內 "加爾瓦尼" 管理中心
  - 布亞 (Buia) 聖斯特凡諾 (S. Stefano) 住宅區
  - 米蘭 意大利商業銀行 (Banca Commerciale Italiana) 貝薩納宮 (Palazzo Besana) 修復工程
- 1980年 巴西亞諾 (米蘭省) IBM 意大利配送中心
  - 朱代卡島 (威尼斯) IACP 社會住房綜合體
- 1981年 紐約 意大利商業銀行 (Banca Commerciale Italiana) 總部
- 1982年 斯基奧 農村信用社 (Cassa rurale)
- 1983年 柏林 Blocco 606 小學
- 1984年 巴黎拉德芳斯 辦公及酒店綜合體
- 帕多瓦法院 (Palazzo di Giustizia)
- 1985年 米蘭比科卡 (Bicocca) 項目
  - 伊夫雷亞 奧利維蒂 (Olivetti) 辦公樓
  - 烏迪內大學 弗洛里奧宮 (Palazzo Florio) 翻新工程
- 1986年 布雷西亞法院 (Palazzo di Giustizia)
- 1987年 羅馬EUR 意大利航空大廈 (Torre Alitalia) 翻新為 IBM 總部 (現為 INAIL 大廈)
- 1991年 比科卡區 德意志銀行 新總部
  - 羅馬 拉布法洛塔 (La Bufalotta) 地區詳細規劃
- 1995年 EUR 意大利航空大廈 (Torre Alitalia) 翻新工程
  - 奧索波 凡托尼 (Fantoni) 工廠
  - 波切尼亞 Eco Refrigerazione 工廠
  - 帕多瓦 心理學二系 (Facoltà di Psicologia Due)
  - 巴黎 法國興業銀行 (Société Générale) 辦公室
  - 阿維尼翁 拉法基 (Lafarge) 辦公室
- 1996年 巴黎 奧林匹亞劇院 (Teatro Olympia) 全面翻新
- 2001年 米蘭 波爾泰洛 (Portello) 地區詳細規劃
  - 維琴察市立劇院 (Teatro Comunale di Vicenza) (2007年逝世後完成)
  - 帕多瓦大學城 (Cittadella Universitaria di Padova) (語言中心、學生之家及會議中心)
  - 切爾維尼亞諾德爾夫留利 "帕索里尼" 電影院 (cinema 'Pasolini') 及作家於卡薩爾薩德拉德利齊亞的墓地

### 設計

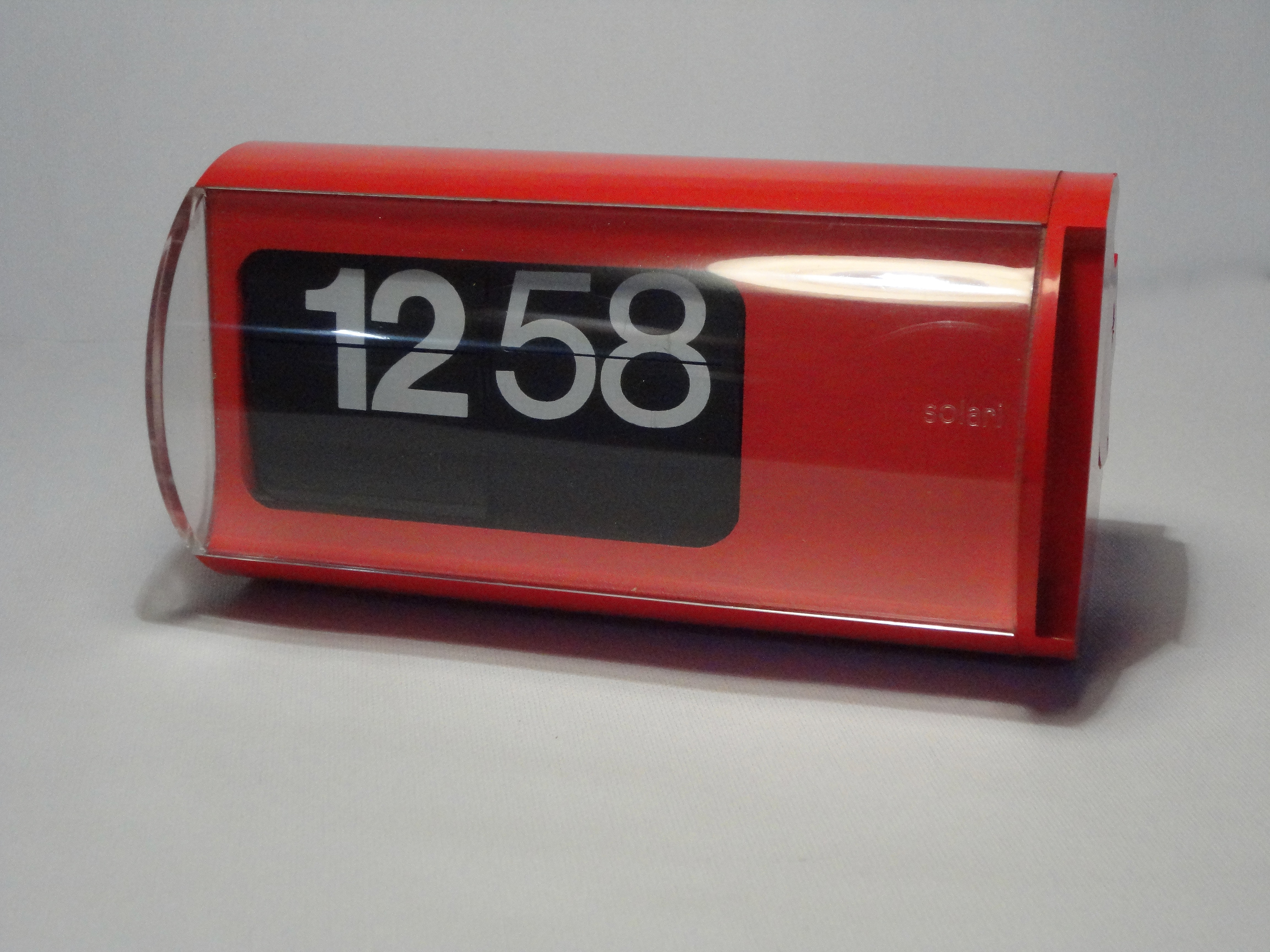
索拉里 Cifra 3 時鐘

- 1952年 LaSanMarco Mod S.M.T./250 咖啡機，暱稱「飛碟」(Disco Volante)，由Officine Romanut生產
- 1956年 Cifra 5 時鐘，與納尼·瓦萊、約翰·邁耶和米凱萊·普羅文恰利共同設計，由索拉里公司 (Solari & C S.p.a.) 生產
- 1962年 字母數字資訊顯示系統，由索拉里公司生產
- 1962年 Bomelco 汽油指示器，由索拉里生產
- 1967年 文藝復興百貨 (La Rinascente) - Upim 集團企業形象識別系統，與托馬斯·馬爾多納多 (Tomás Maldonado) 合作

## 外部連結
- （意大利语）.